# Майерс, Сэм (музыкант)
Сэмюэл Джозеф Майерс (англ. Samuel Joseph Myers, 19 февраля 1936, Лорел, Миссисипи, США — 17 июля 2006, Даллас, Техас, США) — американский блюзовый харпер, певец, барабанщик и автор песен. В составе группы The Rockets Энсона Фандерберга лауреат Blues Music Awards в номинациях «Песня года» (1988, 2000), «Альбом традиционного блюза» (2004), «Альбом современного блюза» (1988), «Группа года» (1988, 1992, 1994); номинант Blues Music Awards в номинациях «Артист года» (2000),  «Альбом года» (2004),  «Группа года» (1989, 1990, 1995, 1996, 1999—2005). Самостоятельно лауреат Blues Music Awards в номинациях «Блюзовый инструменталист — иной» (1988), «Блюзовый вокалист» (1989), номинант в категориях «Блюзовый вокалист» (1988), «Блюзовый инструменталист — иной»/«Блюзовый харпер» (1987, 1998), «Исполнитель современного блюза» (1989), «Исполнитель традиционного блюза» (2005), «Альбом традиционного блюза» (2005). Начав свою карьеру как барабанщик, впоследствии стал более известен как харпер и певец.  

## Биография
Сэм Майерс родился в Лореле, Миссисипи старшим ребёнком в семье Олли и Селесты Майерс. В возрасте семи лет у него обнаружилась юношеская катаракта и несмотря на операцию, он остался слепым на всю жизнь: он различал формы и тени, но читать не мог и выучил шрифт Брайля.
Проявил интерес к занятиям музыкой будучи школьником в школе Piney Woods в сельском округе Ранкин, штат Миссисипи, в нескольких милях к югу от Джексона и вскоре освоил трубу и ударную установку в достаточной степени для получения стипендии от Американской музыкальной консерватории в Чикаго. Днём он посещал консерваторию, а вечерами играл в клубах Саут-Сайда. Там он познакомился и выступал с такими музыкантами, как Джимми Роджерс, Мадди Уотерс, Хаулин Вулф, Литтл Уолтер, Хаунд Дог Тейлор, Роберт Локвуд и Элмор Джеймс. Вместе с последним Сэм Майерс с 1952 года играл на ударных на более или менее постоянной основе вплоть до смерти Джеймса в 1963 году и записался на многих исторических альбомах Джеймса, выпущенных Chess Records. 
В 1956 году Сэм Майерс присоединился к группе King Mose & the Royal Rockers, написал и записал свою самую известную песню «Sleeping in the Ground», кавер-версии которой впоследствии записали многие музыканты и в их числе такие исполнители как Blind Faith, Эрик Клэптон и Роберт Крей. С начала 1960-х, выпустив в 1960 ещё один сингл, записывался лишь на сборниках и сессионно, выступал по всему Югу США, а также гастролировал с Квин Сильвией Эмбри в составе группы Mississippi All-Stars Blues Band. В конце 1970-х присоединился к The Mississippi Delta Blues Band и выпустил с ними два альбома.
В 1986 году по словам Энсона Фандерберга он предложил Майерсу присоединиться к его группе The Rockets, и перевёз Майерса в Даллас. С тех пор Сэм Майерс в течение двадцати лет работал с этой группой, время от времени записываясь как сайдмен с другими музыкантами. Вместе с группой он гастролировал по всему миру, записал ряд альбомов и собрал премии и номинации Blues Music Awards.  
В 2004 году Сэм Майерс при участии Мела Брауна выпустил свой по существу первый и последний сольный альбом Coming From The Old School, который принёс ему ещё две номинации Blues Music Awards. В 2005 году он гастролировал сольно по Северной Европе со шведской группой Bloosblasters уже будучи болен. 
Сэм Майерс умер 17 июля 2006 года в Далласе от осложнений после операции по поводу рака полости рта, оставив после себя четырёх детей, с большинством из которых не общался . В том же году издательство университета Миссисипи выпустило его автобиографию Sam Myers: The Blues is My Story.
В 2020 году вышел альбом Sam Myers & the South Dallas Shoan-Nufferz: My Pal Sam, записанный с другом Майерса,  шеф-поваром и продюсером Джеком Чаплином, ведущим программу Daddy Jack's Cooking With the Blues, содержащий ранее не издававшиеся треки.  
«Сэм был певцом с большим голосом, блестящим солистом на гармонике и талантливым автором, сочинившим десятки великолепных песен… Блюзовые гитарные партии Энсона [Фандерберга] и свинговая ритм-секция оказались идеальным фоном для глубокого вокала Сэма и ярких партий гармоники».
«Мощный, глубокий, сильный голос и густой звук гармоники Майерса, украшенные превосходной гитарой Фандерберга при поддержке великолепной ритм-секции сделали стиль этого ансамбля мгновенно узнаваемыми».

## Избранная дискография

### Сольные работы
- 1979: Down Home In Mississippi (TJ Records, запись концерта 1978 года)
- 1980:  Mississippi Delta Blues (TJ Records, запись концерта 1978 года)
- 2004: Sam Myers With Special Guest Mel Brown – Coming From The Old School (Electro-Fi Records)
- 2020: Sam Myers & the South Dallas Shoan-Nufferz: My Pal Sam (Patreon) [5]

### Альбомы с The Rockets
- 1986: My Love Is Here To Stay (Black Top)
- 1987: Sins (Black Top)
- 1990: Rack 'Em Up (Black Top)
- 1991: Tell Me What I Want to Hear (Black Top)
- 1995: Live At the Grand Emporium (Black Top)
- 1997: That's What They Want (Black Top)
- 1999: Change In My Pocket (Bullseye Blues)
- 2003: Which Way Is Texas?  (Bullseye Blues)